# Најдаш
Најдаш (рум. Naidăş) је насеље и седиште истоимене општине, која припада округу Караш-Северин у Румунији.

## Прошлост
По "Румунској енциклопедији" место се први пут помиње 1378. године. Током 18. века поред староседелаца Румуна досељавају се Срби из породица: Теодоровић, Кривокућа, Бошњак, Прибој и друга. Православна црква у месту потиче из 18. века.
Аустријски царски ревизор Ерлер је 1774. године констатовао да милитарско насеље Најдаш, припада Илидијском округу, Новопаланачког дистрикта. Становништво је тада претежно влашко.

## Становништво
По последњем попису из 2002. године у насељу живи 958 становника.